# Liste der Naturdenkmale in Winterbach
| Naturdenkmale | Anzahl |
| ------------- | ------ |
| FND           | 23     |
| END           | 10     |
| Gesamt        | 33     |

Die Liste der Naturdenkmale in Winterbach nennt die verordneten Naturdenkmale (ND) der im baden-württembergischen Rems-Murr-Kreis liegenden Gemeinde Winterbach. In Winterbach gibt es insgesamt 33 als Naturdenkmal geschützte Objekte, davon 23 flächenhafte Naturdenkmale (FND) und 10 Einzelgebilde-Naturdenkmal (END).
Stand: 6. Juni 2025.

## Flächenhafte Naturdenkmale (FND)
| Name                                             | Bild | Kennung     | Einzelheiten           | Position | Fläche Hektar | Datum         |
| ------------------------------------------------ | ---- | ----------- | ---------------------- | -------- | ------------- | ------------- |
| Arboretum und Wellingtonien am Goldboden         |      | 81190860014 | Winterbach             | ⊙        | 3,2           | 30. Juli 1974 |
| Bachlauf und Feuchtgebiete südlich der Bahnlinie | BW   | 81190860005 | Winterbach             | ⊙        | 1,1           | 31. Dez. 1986 |
| Ehemalige Sandgrube mit Gehölz                   | BW   | 81190860008 | Winterbach             | ⊙        | 0,2           | 31. Dez. 1986 |
| Ehemaliger Steinbruch                            | BW   | 81190860026 | Winterbach             | ⊙        | 0,4           | 13. Nov. 1992 |
| Feuchtgebiet                                     |      | 81190860006 | Winterbach, Remshalden | ⊙        | 0,8           | 31. Dez. 1986 |
| Feuchtwiese am Goldboden                         | BW   | 81190860009 | Winterbach             | ⊙        | 0,1           | 31. Dez. 1986 |
| Gehölz, Waldstück und Quellhang                  | BW   | 81190860016 | Winterbach             | ⊙        | 0,7           | 23. Aug. 1979 |
| Gehölzbestandene und feuchte Talmulde            | BW   | 81190860001 | Winterbach, Remshalden | ⊙        | 0,8           | 31. Dez. 1986 |
| Gehölzbestander Hohlweg                          | BW   | 81190860020 | Winterbach             | ⊙        | 0,2           | 17. Aug. 1981 |
| Kiesgrube mit Ödland                             | BW   | 81190860004 | Winterbach             | ⊙        | 0,6           | 31. Dez. 1986 |
| Laubengang aus alten Hainbuchen                  | BW   | 81190860017 | Winterbach             | ⊙        | 0,0           | 23. Aug. 1979 |
| Pflanzenvorkommen auf dem Hungerberg             | BW   | 81190860028 | Winterbach             | ⊙        | 0,1           | 13. Nov. 1992 |
| Quelliger Rutschhang im Knollenmergel            | BW   | 81190670018 | Schorndorf, Winterbach | ⊙        | 0,9           | 31. Dez. 1986 |
| Rappenklinge                                     | BW   | 81190860002 | Winterbach             | ⊙        | 0,6           | 31. Dez. 1986 |
| Steppenheide und Waldsaum am Böhnlöchle          | BW   | 81190860032 | Winterbach, Remshalden | ⊙        | 0,8           | 13. Nov. 1992 |
| Teich am Waldrand                                | BW   | 81190860003 | Winterbach             | ⊙        | 0,2           | 31. Dez. 1986 |
| Teich im Gewann Hofäcker                         | BW   | 81190860029 | Winterbach             | ⊙        | 0,4           | 13. Nov. 1992 |
| Teich mit Park                                   | BW   | 81190860019 | Winterbach             | ⊙        | 0,2           | 23. Aug. 1979 |
| Verlassener Steinbruch                           | BW   | 81190860013 | Winterbach             | ⊙        | 0,5           | 30. Juli 1974 |
| Verwilderter Apfelbaum mit Ödfläche              | BW   | 81190860031 | Winterbach             | ⊙        | 0,1           | 13. Nov. 1992 |
| Wegböschung mit Flurgehölz                       | BW   | 81190860027 | Winterbach             | ⊙        | 0,1           | 13. Nov. 1992 |
| Weiherteich                                      | BW   | 81190860023 | Winterbach             | ⊙        | 0,0           | 17. Aug. 1981 |
| Zwei alte Fischteiche am Goldboden               | BW   | 81190860022 | Winterbach             | ⊙        | 0,2           | 17. Aug. 1981 |
| Legende für Naturdenkmal                         |      |             |                        |          |               |               |

## Einzelgebilde (END)
| Name                       | Bild | Kennung     | Einzelheiten | Position | Fläche Hektar | Datum         |
| -------------------------- | ---- | ----------- | ------------ | -------- | ------------- | ------------- |
| Ahorn im Friedhof          | BW   | 81190860025 | Winterbach   | ⊙        | 0,0           | 17. Aug. 1981 |
| Birnbaum beim Stausee      | BW   | 81190860030 | Winterbach   | ⊙        | 0,0           | 13. Nov. 1992 |
| Eiche                      | BW   | 81190860011 | Winterbach   | ⊙        | 0,0           | 31. Dez. 1986 |
| Freistehender Haselstrauch | BW   | 81190860010 | Winterbach   | ⊙        | 0,0           | 31. Dez. 1986 |
| Große drehwüchsige Weide   | BW   | 81190860024 | Winterbach   | ⊙        | 0,0           | 17. Aug. 1981 |
| Linde                      | BW   | 81190860012 | Winterbach   | ⊙        | 0,0           | 13. Nov. 1992 |
| Linde                      | BW   | 81190860015 | Winterbach   | ⊙        | 0,0           | 23. Aug. 1979 |
| Wellingtonie               | BW   | 81190860021 | Winterbach   | ⊙        | 0,0           | 17. Aug. 1981 |
| 2 Eiben und 2 Hainbuchen   | BW   | 81190860018 | Winterbach   | ⊙        | 0,0           | 23. Aug. 1979 |
| 2 Eichen                   | BW   | 81190860007 | Winterbach   | ⊙        | 0,0           | 31. Dez. 1986 |
| Legende für Naturdenkmal   |      |             |              |          |               |               |